# Thryssa scratchleyi
Thryssa scratchleyi es una especie de pez del género Thryssa, familia Engraulidae, orden Clupeiformes. Fue descrita científicamente por Ramsay & Ogilby en 1886.
Es una especie inofensiva para el ser humano y es muy comercializado en pesquerías. Se alimenta de pequeños crustáceos, peces, insectos y algunas veces de material vegetal.

## Descripción
La longitud estándar es de 40 centímetros.

## Distribución y hábitat
Se distribuye por Asia y Oceanía: Papúa Nueva Guinea, Indonesia y Australia (ríos que desembocan en el golfo de Carpentaria). Habita en arroyos y lagunas, en agua clara o turbia; también en estuarios salobres, ríos y afluentes pequeños.